# 安部井氏
安部井氏（あべいし）は日本の武家のひとつ。
本姓は丹治氏（宇多源氏とも）。近江国蒲生郡安部井邑発祥。市子庄を支配し代々、上南城主を世襲した国人領主。また歴代当主は因幡守を受領名とした。もとは浅井氏の家臣にして安部井因幡守秀家は浅井備中守長政に従い、小谷城で討ち死にし、生き残った一族は浅井滅亡後、蒲生氏の家臣となったという。陸奥国黒川城主 蒲生氏郷死後、蒲生氏改易により浪人した安部井氏はそのまま会津に留まり、会津藩士となった者、また、秋田の親類先の下に移住した後、田中彦兵衛の推挙で新庄藩主 戸沢氏に仕官した者もいた。ちなみに、『戸沢家中分限帳』において安部井林右衛門の女が同じく新庄藩士 安島氏に嫁ぎ、安島五左衛門の室となるとする記載がある。